# Пресса
Пре́сса  — часть средств массовой коммуникации (которые обозначаются также ещё не вышедшим из употребления анахронизмом СМИ), совокупность массовых периодических печатных, а также электронных изданий для массового читателя: газет, журналов, сборников, альманахов.
В других источниках указано, что Пресса, фр. , общее название произведений печати, преимущественно периодической, и Печать или Печатное слово, всё, что печатается в известное время, в известном государстве, для публики. Термин происходит от названия первой массовой газеты «La Presse», вышедшей в Париже в 1836 году. Характеризуя привычку к чтению газет по утрам, Гегель назвал её «утренней молитвой современного человека».
В начале XVII столетия коммерческие публикации в Европе превратились в первые газеты, и первой (одной из первых достоверно известных) газетой была фламандская «Новая печальная весть» («Nieuwe Tijdingen»), основанная в 1605 году, в Антверпене, типографщиком Абрагамом Фергувеном. 